# طباعة الأعضاء

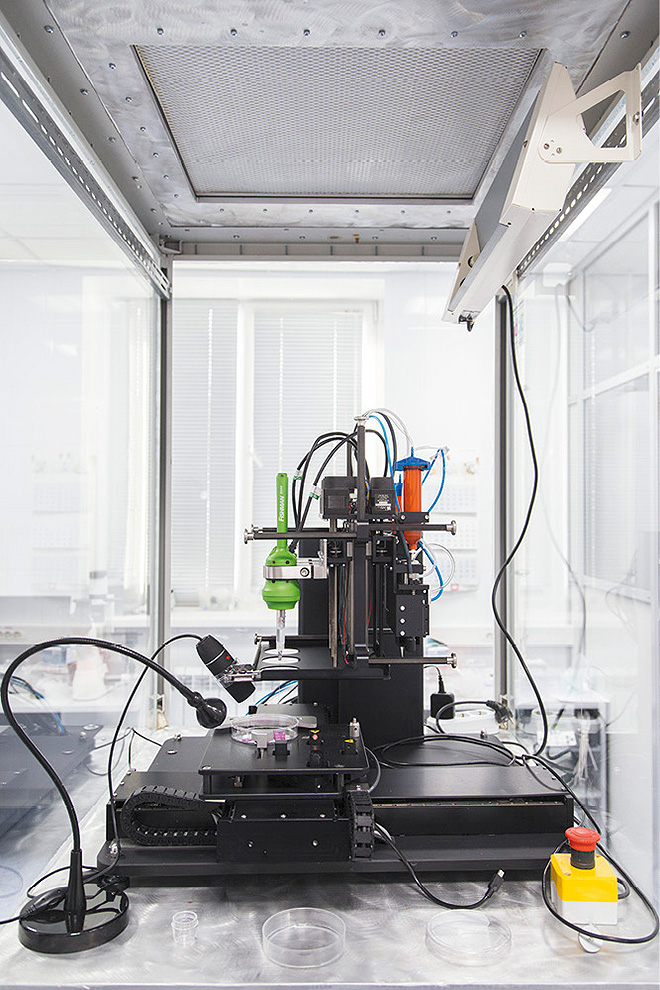
طابعة حيوية ثلاثية الأبعاد طورتها شركة روسية

العضو القابل للطباعة عبارة عن جهاز أُنشِئ بشكل مصطنع، مصمّم لاستبدال الأعضاء الحيَّة، ويُنتَج باستخدام تقنيات الطباعة ثلاثية الأبعاد. تُستخدَم الأعضاء القابلة للطباعة بشكل رئيسي في عمليات الزرع. تُجرى الأبحاث حاليًا حول القلب الاصطناعي والكلى والأوعية الدموية وكذلك الأعضاء الرئيسية الأخرى. بالنسبة للأعضاء الأكثر تعقيدًا، مثل القلب، فإن التركيبات الأصغر مثل صمامات القلب كانت أيضًا موضوع بحث.
تقترب بعض الأعضاء المطبوعة من المتطلبات الوظيفية للتنفيذ السريري، وتشمل في المقام الأول الهياكل المجوفة مثل المثانة، وكذلك الهياكل الوعائية مثل مسالك البول.
استُخدِمت الطابعات النافثة للحبر المعدَّلة لإنتاج الأنسجة الحيوية ثلاثية الأبعاد. تُملأ خراطيش الطابعة بمعلَّقات خلايا حيّة وهلام ذكي (الجل الذكي)، وهذا الهلام يُستخدم لتشكيل الهيكل.
تُطبع أنماط بديلة من الهلام الذكي والخلايا الحيّة باستخدام فوهة طباعة قياسية، مع دمج الخلايا في النهاية لتشكيل الأنسجة. عند الانتهاء، يُبرَّد الهلام ويُغسَل، تاركًا وراءه الخلايا الحيّة فقط.

## التاريخ
قُدّمَت الطباعة ثلاثية الأبعاد لإنتاج بنية خلوية لأول مرة في عام 2003، عندما حصل توماس بولاند من جامعة كليمسون على براءة اختراع لاستخدام الطباعة النافثة للحبر في الخلايا. استخدمت هذه العملية نظام تَبقيع مُعدّل لترسيب الخلايا في مصفوفات ثلاثية الأبعاد منظمة على طبقة أساسية (ركيزة).
طوَّرت الطباعة ثلاثية الأبعاد الهياكل الحيوية، والمعروفة أيضًا باسم الطباعة الحيوية، منذ النتائج الأولية التي توصل إليها بولاند، لتشمل إنتاج الأنسجة والأعضاء، بدلاً من مصفوفات الخلايا. بالإضافة إلى ذلك، تم البحث في المزيد من تقنيات الطباعة، مثل الطباعة الحيوية بالبثق، التي قُدّمَت لاحقًا كوسيلة للإنتاج.
قُدّمَت طباعة الأعضاء كحل محتمل للنقص العالمي في الأعضاء المُتَبرَّع بها. الأعضاء التي طُبعَت ونُفّذَت بنجاح في بيئة سريرية هي إما مسطحة، مثل الجلد والنسج الوعائية، مثل الأوعية الدموية، أو جوفاء، مثل المثانة. عندما تُحضَّر أعضاء اصطناعية للزراعة، غالبًا ما تُنتَج باستخدام خلايا المستلِم.
الأعضاء الأكثر تعقيدًا، وهي تلك التي تتكون من هياكل خلوية صلبة، تخضع للبحث؛ تشمل هذه الأعضاء القلب والبنكرياس والكلى. تختلف تقديرات متى يمكن تقديم مثل هذه الأجهزة كعلاج طبي قابل للتطبيق.
في عام 2013، أنتجت شركة أورغانوفا كبدًا بشريًا باستخدام الطباعة الحيوية ثلاثية الأبعاد، على الرغم من أنه غير مناسب للزراعة، استُخدم في المقام الأول كوسيلة لاختبار العقاقير. في عام 2018، زرع أطباء من بلفاست نسخة طبق الأصل عن الكلى بتقنية الطباعة ثلاثية الأبعاد.

## تقنيات الطباعة ثلاثية الأبعاد
كانت الطباعة ثلاثية الأبعاد لتصنيع الأعضاء الاصطناعية موضوعًا رئيسيًا للدراسة في الهندسة الحيوية. نظرًا لأن تقنيات النماذج الأولية السريعة التي تستلزمها الطباعة ثلاثية الأبعاد أصبحت أكثر فاعلية، وقابليتها في تركيب الأعضاء الاصطناعية أصبحت أكثر وضوحًا. تكمن بعض الفوائد الأساسية للطباعة ثلاثية الأبعاد في قدرتها على إنشاء هياكل سقالة ذات إنتاج كبير، بالإضافة إلى درجة عالية من الدقة التشريحية في منتجات السقالة. يسمح هذا بإنشاء تصميمات تشبه بشكل أكثر فعالية البنية المجهرية للعضو الطبيعي أو بنية النسيج.
يمكن إجراء طباعة الأعضاء باستخدام الطباعة ثلاثية الأبعاد باستخدام مجموعة متنوعة من التقنيات، كل منها يمنح مزايا محددة يمكن أن تتناسب مع أنواع معينة من إنتاج الأعضاء.

### الطباعة الحيوية المعتمدة على القطرات (طابعة نافثة للحبر)
تنتج عن الطباعة الحيوية المعتمدة على القطرات عمليات التصنيع الخلوية باستخدام قطرات فردية من مادة معينة، والتي تُدمَج في كثير من الأحيان مع خط الخلية. عند ملامسة سطح الركيزة، تتبَلمر كل قطرة، وتشكل بنية أكبر عندما تبدأ القطرات الفردية بالتلاشي. تُحرّض البلمرة بوجود أيونات الكالسيوم على الركيزة، والتي تنتشر في الحبر الحيوي المستخدم وتسمح بتكوين هلام متماسك. يشيع استخدام الطباعة الحيوية النافثة للحبر بسبب سرعتها الفعالة، على الرغم من أن هذا الجانب يجعلها أقل ملاءمة لهياكل الأعضاء الأكثر تعقيدًا.

### الطباعة الحيوية بالبثق (أو الطباعة الحيوية المعتمدة على الدفع)
تتضمن عملية الطباعة الحيوية بالبثق الترسيب المستمر لمواد طباعة معينة وخط خلية من آلة بثق، وهي نوع من رؤوس الطباعة المحمولة. يميل هذا ليكون بمثابة عملية أكثر تحكمًا لترسيب المواد أو الخلايا، ويسمح باستخدام خلايا ذات كثافة أكبر في بناء الأنسجة ثلاثية الأبعاد أو هياكل الأعضاء. ومع ذلك، تعود هذه الفوائد إلى سرعات الطباعة البطيئة التي تستلزمها هذه التقنية. غالبًا ما تقترن الطباعة الحيوية بالبثق بالأشعة فوق البنفسجية، التي تُبلمِر ضوئيًا المواد المطبوعة لتشكل بنية أكثر استقرارًا وتكاملًا.

## مواد الطباعة
تتكون مواد الطباعة ثلاثية الأبعاد عادة من الألجينات أو بوليميرات الفايبرين التي دُمجَت مع جزيئات التصاق الخلايا، والتي تدعم الارتباط المادي للخلايا. صُمّمَت هذه البوليمرات بشكل خاص للحفاظ على الاستقرار الهيكلي وتقبُّل التكامل الخلوي. استُخدِم مصطلح «الحبر الحيوي» كتصنيف واسع للمواد المتوافقة مع الطباعة الحيوية ثلاثية الأبعاد.
يجب أن تتوافق مواد الطباعة مع مجموعة واسعة من المعايير، وأهمها التوافقية الحيوية. يجب أن تكون السقالات الناتجة المكونة من مواد مطبوعة ثلاثية الأبعاد مناسبة ماديًا وكيميائيًا لتكاثر الخلايا. يعد التحلل الحيوي عاملًا مهمًا آخر، يضمن إمكانية تفكيك البنية المشكَّلة بشكل اصطناعي عند إجراء عملية زراعة ناجحة، لتحل محلها بنية خلوية طبيعية تمامًا. نظرًا لطبيعة الطباعة ثلاثية الأبعاد، يجب أن تكون المواد المستخدمة قابلة للتخصيص والتكيف، بحيث تكون مناسبة لمجموعة واسعة من أنواع الخلايا والتشكيلات الهيكلية.
برزت ألجينات الهلاميات المائية كواحدة من أكثر المواد المستخدمة في أبحاث طباعة الأعضاء، فهي قابلة للتخصيص بدرجة كبيرة، ويمكن ضبطها لمحاكاة خواص ميكانيكية وبيولوجية معينة تتميز بها الأنسجة الطبيعية. تسمح قدرة الهلاميات المائية على التكيف مع احتياجات معينة باستخدامها كمادة سقالة قابلة للتكيف، وتناسب مجموعة متنوعة من الأنسجة أو هياكل الأعضاء والظروف الفيزيولوجية. تتمثل التحديات الرئيسية في استخدام الألجينات في ثباتها وبطء تدهورها، ما يجعل من الصعب تفكيك سقالات الهلام الصناعية واستبدالها بنسيج بيني خارج الخلايا الخاصة بالخلايا المزروعة.
ألجينات الهلاميات المائية المناسبة للطباعة بالبثق أقل جودة من الناحية الهيكلية والميكانيكية. ومع ذلك، يمكن حل هذه المشكلة من خلال دمج البوليمرات الحيوية الأخرى، مثل النانيلوز (السليلوز النانوي)، لتوفير قدر أكبر من الاستقرار. خصائص الألجينات أو الحبر الحيوي لمزيج البوليمر قابلة للضبط، ويمكن تغييرها لتطبيقات وأنواع مختلفة من الأعضاء.